# Анамбра
Анамбра је једна од савезних држава Нигерије. Налази се на југу земље у појасу Делте Нигера, а главни град државе је Авка. 
Држава Анамбра је формирана 1991. године, а име је добила по истоименој реци. Заузима површину од 4.844 km² и има 4.055.048 становника (подаци из 2006). 